# Wettin-Löbejün
Wettin-Löbejün è una città tedesca del land della Sassonia-Anhalt, circondario della Saale.

## Geografia fisica
Il territorio comunale è attraversato dal fiume Saale.

## Storia
La città, in origine denominata Löbejün-Wettin, venne creata il 1º gennaio 2011 dalla fusione delle città di Löbejün e Wettin con i comuni di Brachwitz, Döblitz, Domnitz, Gimritz, Nauendorf, Neutz-Lettewitz, Plötz e Rothenburg.

## Geografia antropica
Il territorio della città di Wettin-Löbejün è diviso in 12 municipalità (Ortschaft), a loro volta ulteriormente divise in frazioni (Ortsteil):
| Municipalità    | Frazioni                          |
| --------------- | --------------------------------- |
| Brachwitz       | Brachwitz Friedrichsschwerz       |
| Döblitz         | Döblitz                           |
| Domnitz         | Dalena Domnitz Dornitz            |
| Dößel           | Dobis Dößel                       |
| Gimritz         | Gimritz                           |
| Stadt Löbejün   | Löbejün Schlettau                 |
| Nauendorf       | Merbitz Nauendorf Priester        |
| Neutz-Lettewitz | Deutleben Görbitz Lettewitz Neutz |
| Plötz           | Kösseln Plötz                     |
| Rothenburg      | Rothenburg                        |
| Stadt Wettin    | Mücheln Wettin Zaschwitz          |

## Infrastrutture e trasporti

### Strade
La città di Wettin-Löbejün è attraversata dall'autostrada A 14 (strada europea E 49), che collega Magdeburgo a Halle, ed è servita dall'uscita 13, denominata «Löbejün». È in costruzione l'autostrada A 143, che costituirà la tangenziale ovest della città di Halle.

### Ferrovie
La città di Wettin-Löbejün è attraversata dalla ferrovia Halle-Vienenburg, sulla quale si trovano le stazioni di Nauendorf e di Domnitz.
In passato, il territorio dell'attuale città era attraversato da due ulteriori linee ferroviarie: la linea Wallwitz-Wettin, con le stazioni di Gimritz e di Wettin, e la linea Nauendorf-Gerlebogk, con le stazioni di Löbejün e Gottgau.